# Swedish Open 1994 (Badminton)
Die Swedish Open 1994 im Badminton fanden vom 11. bis zum 13. März 1994 in Lund statt.

## Sieger und Platzierte
| Disziplin    | Gold                        | Silber                            | Bronze                           |
| ------------ | --------------------------- | --------------------------------- | -------------------------------- |
| Herreneinzel | Jens Olsson                 | Lioe Tiong Ping                   | Peter Espersen                   |
| Herreneinzel | Jens Olsson                 | Lioe Tiong Ping                   | Fung Permadi                     |
| Dameneinzel  | Bang Soo-hyun               | Kim Ji-hyun                       | Ra Kyung-min                     |
| Dameneinzel  | Bang Soo-hyun               | Kim Ji-hyun                       | Yuni Kartika                     |
| Herrendoppel | Rexy Mainaky Ricky Subagja  | Peter Axelsson Pär-Gunnar Jönsson | Ha Tae-kwon Yoo Yong-sung        |
| Herrendoppel | Rexy Mainaky Ricky Subagja  | Peter Axelsson Pär-Gunnar Jönsson | Tan Kim Her Yap Kim Hock         |
| Damendoppel  | Chung So-young Gil Young-ah | Jang Hye-ock Shim Eun-jung        | Zelin Resiana Rosiana Tendean    |
| Damendoppel  | Chung So-young Gil Young-ah | Jang Hye-ock Shim Eun-jung        | Christine Magnusson Lim Xiaoqing |
| Mixed        | Yoo Yong-sung Jang Hye-ock  | Ron Michels Erica van den Heuvel  | Gil Young-ah Lee Kwang-jin       |
| Mixed        | Yoo Yong-sung Jang Hye-ock  | Ron Michels Erica van den Heuvel  | Jan-Eric Antonsson Astrid Crabo  |